# Parafia Świętych Apostołów Piotra i Pawła w Stopnicy
Parafia Świętych Apostołów Piotra i Pawła – parafia rzymskokatolicka w Stopnicy. Erygowana w 1086. Należy do dekanatu stopnickiego diecezji kieleckiej. Mieści się przy placu Piłsudskiego.